# 第19師団 (日本軍)
第19師団（だいじゅうくしだん）は、大日本帝国陸軍の師団の一つ。

## 概要
日露戦争に勝利し朝鮮を獲得した日本は、半島警備の為に2個師団増設が計画され、1915年（大正4年）12月24日に編成が決まった。同時に編成されたのが第20師団である。ともに朝鮮軍に属した。
師団の兵卒は日本の内地で他の師団が管轄する師管で徴集された。1927年（昭和2年）時点では主に第1師管・第2師管・第3師管・第14師管と一部他師管で徴集することが原則とされていた。関東地方、東北地方南部、東海地方に相当する。兵員はいったん大阪に集合し、そこで集合地身体検査を受けてから、引率されて入営部隊に至る規則であった。

## 最初期
日本は1910年（明治43年）に大韓帝国を併合したが、当初朝鮮の警備は内地にある在来師団を交替で派遣していた。明治の末頃から師団増設は検討されていたが、続く戦役から政府は財政難であった為1915年（大正4年）まで実現しなかった。
東京の陸軍省本省は1915年12月24日付で本師団の編成を決めていたものの、実際に編成にあたったのは1918年（大正7年）からで、編成完結まで実に3年の時を要したという説がある。もっとも、『陸軍省統計年報』に、1917年（大正6年）12月31日時点の下士官、兵卒及憲兵隊を除く軍隊人員が672人であることが記載されている。さらに1917年（大正6年）の新患として、細菌性赤痢：36人、マラリア：507人などが挙げられている。したがって、1917年の時点で、実際に軍務についていたと思われ、そのころには既に編成が始まっていた可能性も考えられる。いずれにせよ、帝國政府は続く戦役から財政難に陥っており、第19・第20の両師団は共に難産であった。
1916年（大正5年）4月5日、師団司令部を東京市赤坂区青山の第1師団司令部内に設置し事務を開始した。同年4月16日、師団司令部は朝鮮京城府龍山の龍山駐屯地（現・在韓米軍龍山基地）で事務を開始。その後、朝鮮北部の咸鏡北道鏡城郡羅南邑に主力を移動させ編成を完結。隷下に歩兵第73・第74・第75・第76連隊の4個歩兵連隊を配し、主に朝鮮北部の警備に当る。
1918年（大正7年）6月25日、兵器部が司令部内で事務を開始。1919年（大正8年）4月10日付で師団司令部も羅南に移転し、翌日11日から事務を開始した。

## 大陸戦線
1931年（昭和6年）、満洲事変に第19師団から抽出した兵力を基に混成第38旅団を編成して派遣し、同連隊は第20師団隷下で長春・ハルビンで戦闘を行いその後満洲に駐屯する。
1938年（昭和13年）7月から師団は張鼓峰事件に動員されるが、7月26日に大本営より駐屯地への帰還命令が出る。これは現に日中戦争で戦っている最中ソビエト連邦との全面戦争を回避する為の措置であったが、8月6日になりソ連軍が張鼓峰の占領に動いた為、尾高師団長の独断でソ連と交戦する。師団は500名を越す戦死者と900名以上の負傷者を出すが、8月11日にはモスクワで停戦交渉が合意に至る。

## 太平洋戦線
師団はその後も引き続き朝鮮半島に駐留した。1941年（昭和16年）7月、動員下令となるが直ぐには戦地へ行かず、羅南にて訓練を行っていた。なお、1943年（昭和18年）5月、師団隷下だった歩兵第74連隊が新設の第30師団隷下に移る。
1944年（昭和19年）12月から師団は第14方面軍隷下に移りフィリピン・ルソン島に渡りアメリカ軍と交戦する。山岳地帯で持久戦を行っている最中終戦を迎える。

## 歴代師団長
- 立花小一郎 中将：1916年（大正5年）4月1日 - 1918年（大正7年）7月24日
- 高島友武 中将：1918年（大正7年）7月24日 - 1921年（大正10年）7月20日
- 上田太郎 中将：1921年（大正10年）7月20日 - 1924年（大正13年）2月4日
- 竹上常三郎 中将：1924年（大正13年）2月4日 - 1926年（大正15年）7月28日
- 渡辺寿 中将：1926年（大正15年）7月28日 - 1929年（昭和4年）8月1日
- 川島義之 中将：1929年（昭和4年）8月1日 - 1930年（昭和5年）11月7日
- 森寿 中将：1930年（昭和5年）11月7日 - 1933年（昭和8年）3月18日
- 牛島貞雄 中将：1933年（昭和8年）3月18日 - 1935年（昭和10年）3月15日
- 鈴木美通 中将：1935年（昭和10年）3月15日 - 1937年（昭和12年）3月1日
- 尾高亀蔵 中将：1937年（昭和12年）3月1日 - 1938年（昭和13年）11月9日
- 波田重一 中将：1938年（昭和13年）11月11日 - 1940年（昭和15年）9月28日
- 上月良夫 中将：1940年（昭和15年）9月28日 - 1942年（昭和17年）7月1日
- 尾崎義春 中将：1942年（昭和17年）7月1日 - 復員

## 歴代参謀長
- 岡本功 騎兵大佐：1916年（大正5年）4月1日 - 1918年7月24日[9]
- 白石通則 歩兵大佐：1918年（大正7年）7月24日 - 1920年5月12日[10]
- 金沢末作 歩兵大佐：1920年（大正9年）5月12日 - 1923年4月20日死去[11]
- 若山善太郎 工兵大佐：1923年（大正12年）4月21日 - 1923年10月15日[12]
- 井上忠也 歩兵大佐：1923年（大正12年）10月15日 - 1927年7月26日[13]
- 大家徳一郎 歩兵大佐：1927年（昭和2年）7月26日 - 1929年8月1日[14]
- 藤田進 歩兵大佐：1929年（昭和4年）8月1日 - 1932年12月7日[15]
- 中村音吉 歩兵大佐：1932年（昭和7年）12月7日 - 1934年8月1日[16]
- 柳下重治 歩兵大佐：1934年（昭和9年）8月1日 - 1936年3月7日[17]
- 井出鉄蔵 輜重兵大佐：1936年（昭和11年）3月7日- 1937年8月2日[18]
- 中村美明 砲兵大佐[19]：1937年（昭和12年）8月2日 - 1938年10月15日[20]
- 名倉栞 歩兵大佐：1938年（昭和13年）10月15日 - 1940年12月2日[21]
- 山田英男 中佐：1940年（昭和15年）12月2日 - 1942年8月1日[22]
- 福富伴蔵 大佐：1942年（昭和17年）8月1日 - 1944年1月7日[23]
- 品部孝晴 大佐：1944年（昭和19年）1月7日 - 1944年11月22日[24]
- 寺尾務 大佐：1944年（昭和19年）11月22日 - 終戦[25]

## 最終所属部隊
- 歩兵第73連隊（羅南）：田中実少将
- 歩兵第75連隊（会寧）：名越透大佐
- 歩兵第76連隊（羅南）:古見政八郎大佐
- 捜索第19連隊：秋山太郎中佐
- 山砲兵第25連隊：谷口暚之助大佐
- 工兵第19連隊：竹内忠中佐
- 輜重兵第19連隊：長谷川政男大佐
- 第19師団通信隊：市村信義少佐
- 第19師団第1野戦病院：曽田義雄軍医少佐
- 第19師団第4野戦病院：加藤正司軍医大尉
- 第19師団防疫給水部：永井啓軍医大尉
- 第19師団病馬廠